# Liviu Tipuriță
Liviu Tipuriță este un regizor de film britanic de origine română nominalizat la premiile BAFTA în 2010.

## Biografie
S-a născut și a crescut în Sibiu. S-a mutat în Marea Britanie la 20 de ani pentru a studia regia de film în Newcastle si Edinburgh. Liviu locuiește și lucrează în Londra. Este membru al Academiei Britanice de Film și Televiziune (BAFTA), al Directors UK și al Directors Guild of Great Britain.

## Premii
În 2003, a câștigat Premiul George Polk pentru jurnalism de televiziune. A mai primit National Headliners Award for Investigative Reporting, Erick and Amy Burger Award for Best International Reporting in the Broadcast Media Dealing with Human Rights (2003), Cine Golden Eagle Award/Investigative Category (2004), Foreign Press (FPA) Award for Best Documentary/TV Feature Story Of The Year (2009), Royal Television Society (RTS) Television Journalism Award/Current Affairs International Category, Prix Europa Special Commendation. (2010).
În 2004, a fost angajat de către BBC să dezvolte seria de documentare observaționale Prin Ochii Lui.... Numbers Joe (2015) a fost filmat în Londra și este primul său film de ficțiune.

## Filmografie selectivă
- The New Gypsy Kings (2016)[9]
- "Numbers Joe" (2015)[10]
- Lucky (2015)[11]
- "Inside The Actors' Temple" (2011)[12]
- "Britain's Child Beggars"(2011)[13]
- "Gypsy Child Thieves"(2009)[14]
- "Rogue Restaurants" (TV series, 2008)[15]
- "Shoplifters Caught On Camera" (2007)[16]
- "Conning The Conmen" (TV series, 2007)[17]
- "Gypsy Witch" (2006)[18]
- "Behind Closed Doors" (2005)[19]
- "The Terror Suspect's Dad"(2005)[20]
- "Easy Prey" (2004)[21]
- "The Child Sex Trade" (2003)[22]
- "Weekend"(1998([23]
- "Reflections"(1993)[24]